# Miguel Delibes
Miguel Delibes Setién (Valladolid, 17 de octubre de 1920-Valladolid, 12 de marzo de 2010) fue un novelista español y miembro de la Real Academia Española desde 1975 hasta su muerte, ocupando la silla «e». Licenciado en Comercio, comenzó su carrera como dibujante de caricaturas, columnista y posterior periodista de El Norte de Castilla, diario que llegó a dirigir, para pasar de forma gradual a dedicarse enteramente a la novela.
Gran conocedor de la fauna y flora de su entorno geográfico, apasionado de la caza y del mundo rural, supo plasmar en sus obras todo lo relativo a Castilla y a la caza.
Se trata de una de las primeras figuras de la literatura española posterior a la Guerra civil, por lo cual fue reconocido con multitud de galardones, incluido el Premio Cervantes y el Príncipe de Asturias de las Letras. Su influencia va más allá de lo literario, ya que varias de sus obras han sido adaptadas al teatro o se han llevado al cine, siendo premiadas en certámenes como el Festival de Cannes.
La muerte de su mujer en 1974 le marcó profundamente y en 1998 padeció un cáncer de colon, del que nunca llegó a recuperarse completamente.

## Biografía

### Primeros años y formación

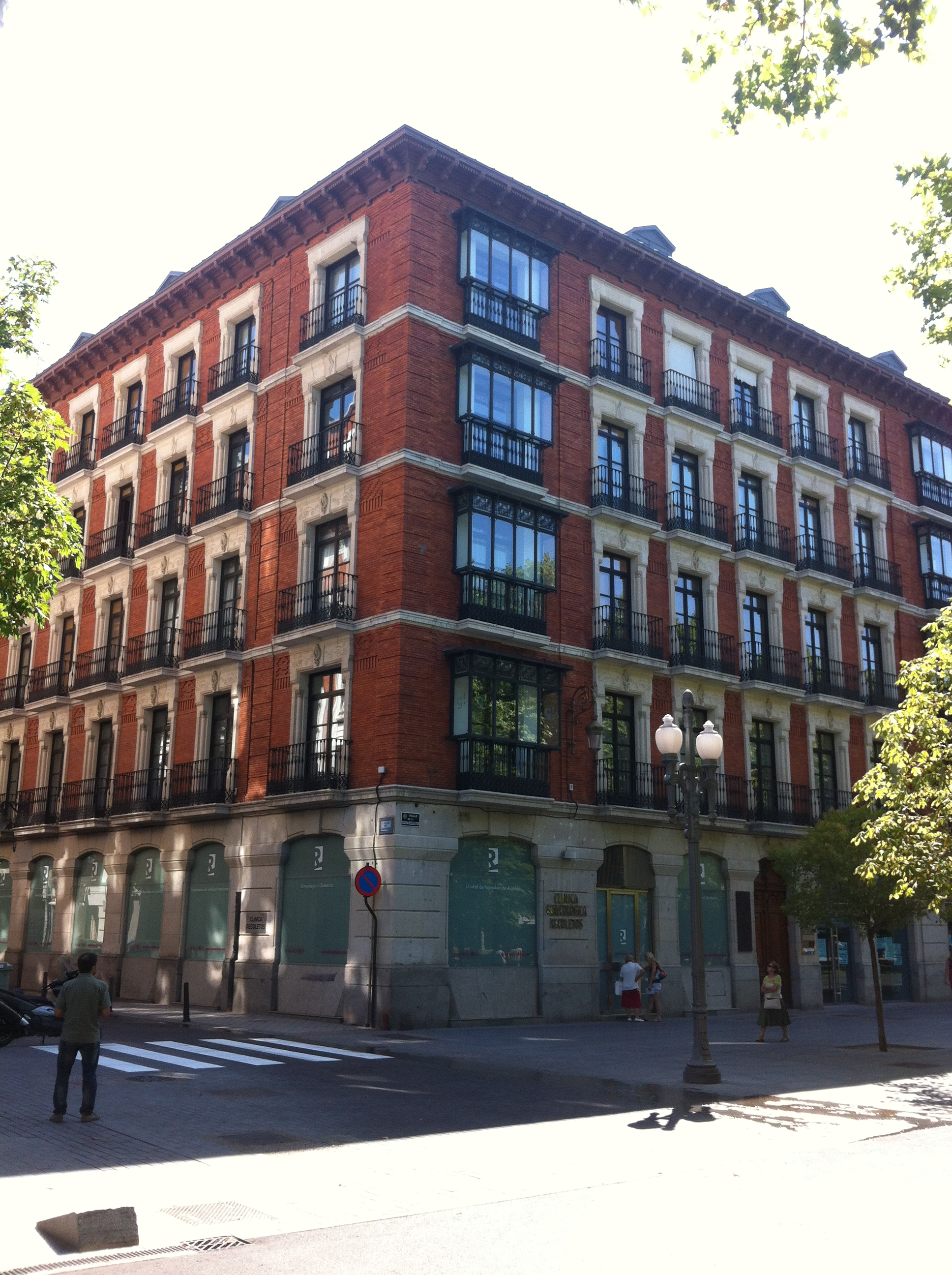
Casa de la acera de Recoletos de la ciudad de Valladolid en la que nació Miguel Delibes el 17 de octubre de 1920. A la izquierda de la puerta hay una placa en la que se indica esta circunstancia, junto a la frase del autor: «Soy como un árbol que crece donde lo plantan».

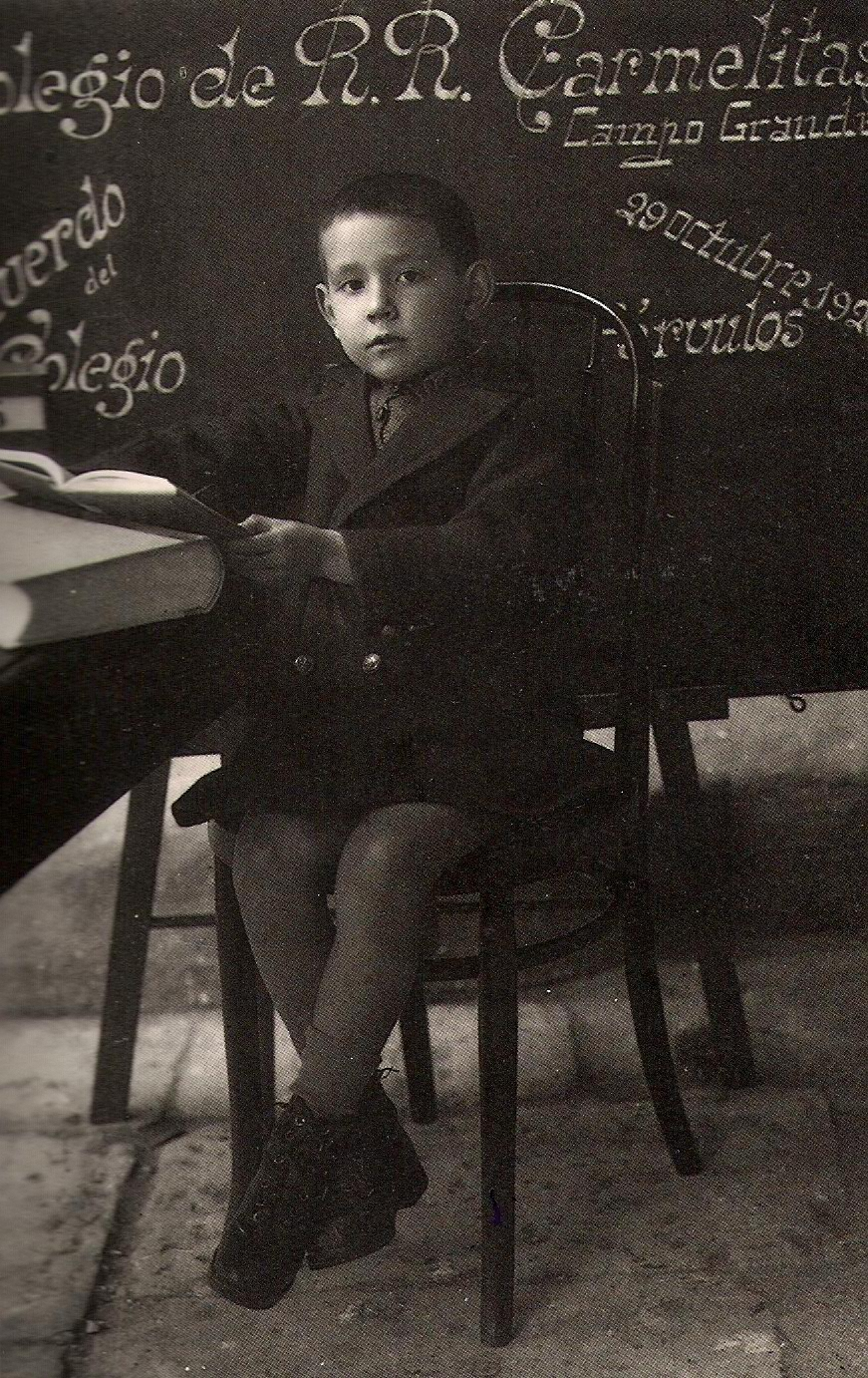
Miguel Delibes a los seis años de edad en una fotografía del Colegio de las Carmelitas de Valladolid.

Fue el tercero de los ocho hijos del matrimonio entre María Setién y Adolfo Delibes. Su padre —que fue catedrático de Derecho en la Escuela de Comercio de Valladolid— nació y murió en el municipio cántabro de Molledo, donde Miguel pasó numerosos veranos y del que fue nombrado hijo adoptivo en 2009. El apellido Delibes, de origen occitano-francés, provenía de Toulouse; el abuelo paterno de Miguel, sobrino del compositor francés Léo Delibes, se había desplazado a España para participar en la construcción del ferrocarril en Cantabria. Su abuelo materno, Miguel María de Setién, fue un destacado abogado y político carlista originario de Limpias.
Cursó sus estudios en el Colegio de Lourdes, donde terminó el bachillerato en 1936. Tras estallar la guerra civil española, se enroló como voluntario en la Marina del Ejército sublevado en 1938. Como voluntario, prestó servicio en el crucero Canarias, que realizaba sus operaciones en la zona de Mallorca. En 1939, al concluir la contienda, regresó a su ciudad natal e ingresó en la Escuela de Comercio. Tras finalizar esta carrera, inició la de Derecho y se matriculó en la Escuela de Artes y Oficios de Valladolid, lo que le sirvió para mejorar sus dotes artísticas y ser contratado en 1941 como caricaturista en El Norte de Castilla, el diario vallisoletano por excelencia y escribía las críticas cinematográficas mientras continuaba realizando caricaturas. En 1942 obtuvo el título de Intendente Mercantil -—actual licenciatura— por la Escuela de Altos Estudios Mercantiles de Bilbao, y al año siguiente, obtuvo la cátedra de Derecho mercantil, por lo que comenzó a impartir clases en la Escuela de Comercio de Valladolid. El 23 de abril de 1946 contrajo matrimonio con Ángeles de Castro, quien posteriormente se convirtió en una de sus mayores inspiraciones literarias. Su viaje de novios transcurrió en Molledo.

### Inicio de su carrera literaria

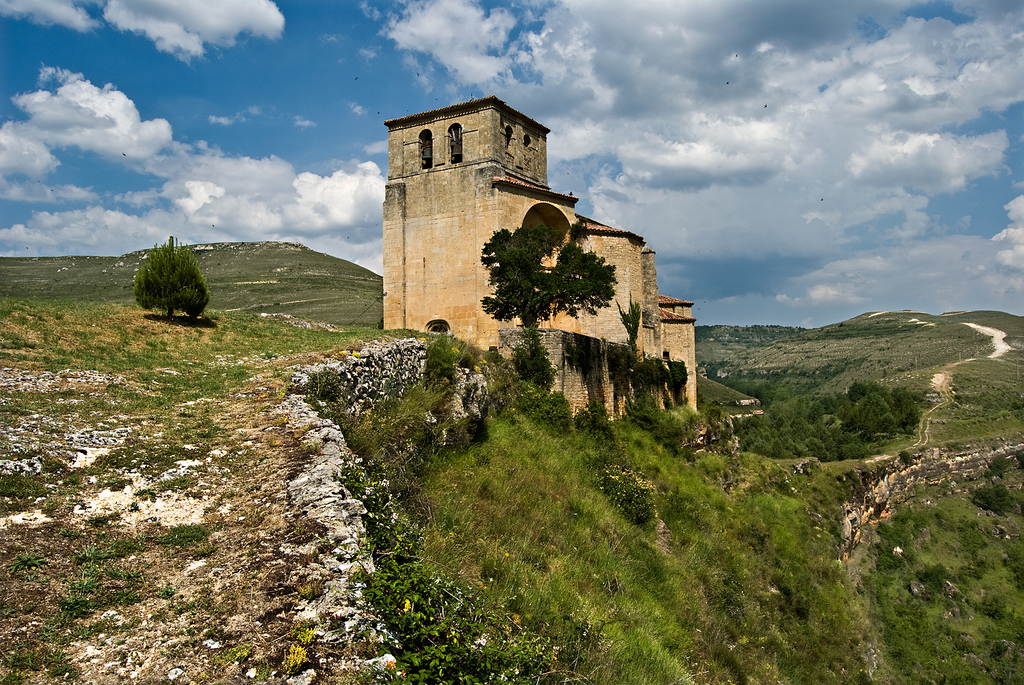
Iglesia de Santa María, en Sedano, pequeña localidad de la provincia de Burgos en la que veraneaba Delibes y que sirvió para ambientar muchas de sus historias.

Fue tras contraer matrimonio cuando comenzó la carrera literaria de Miguel Delibes. Se inició entonces un trienio clave que marcó su carrera: en 1947 comenzó a escribir su primera obra, La sombra del ciprés es alargada, y nació su hijo Miguel, que llegaría a ser un conocido biólogo. En 1947, recibió el Premio Nadal por La sombra del ciprés es alargada, comenzando así a despuntar en el panorama novelístico español. Poco después nació su hija Ángeles, bióloga, profesora universitaria e investigadora. 1949, último año de ese trienio, estuvo marcado por la publicación de un nuevo libro, Aún es de día, que sufrió la acción de la censura. Como catedrático de Historia en la Escuela de Comercio, hubo de enfrentarse también a los censores franquistas a la hora de tratar en sus clases lo concerniente a la victoria de los "nacionales" en la Guerra civil (victoria por la que él mismo había combatido voluntariamente durante tres años). A mediados de año nació Germán, su tercer hijo, que sería catedrático de Prehistoria en la Universidad de Valladolid y reconocido arqueólogo.

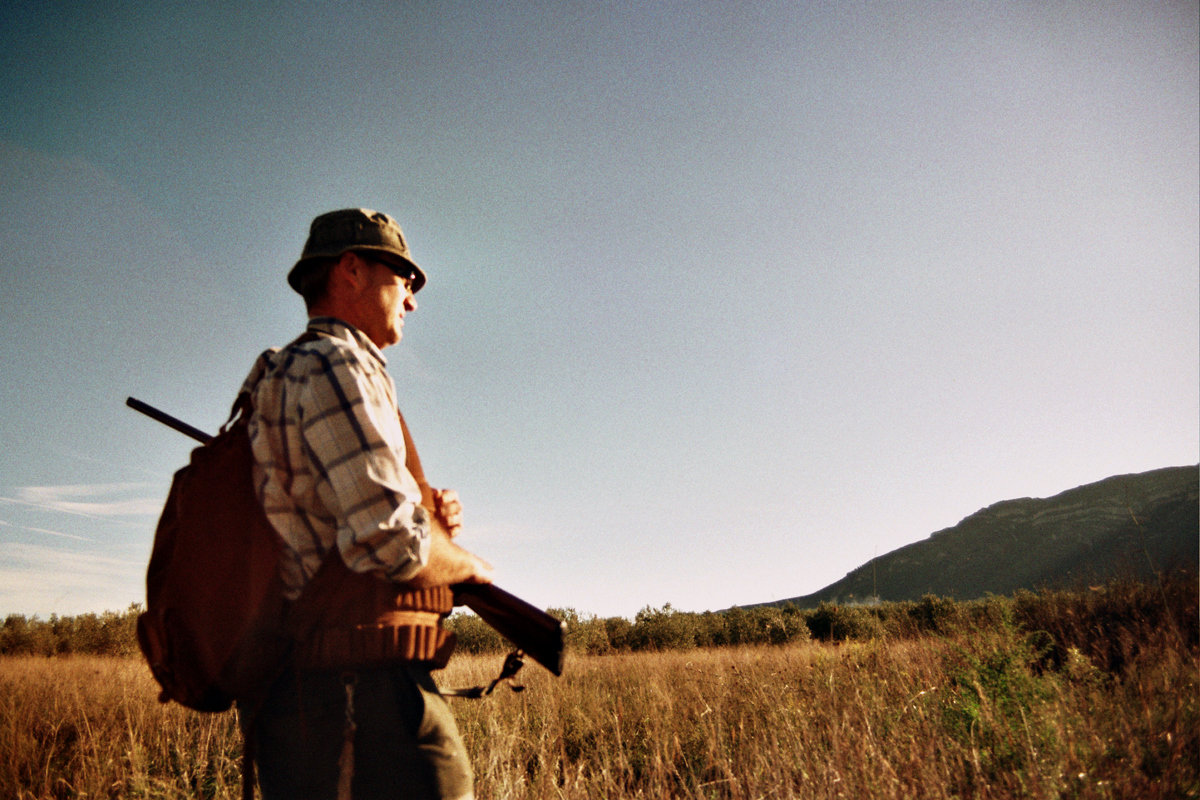
La caza, a la que Delibes era un gran aficionado, es un tema recurrente en sus obras.

En 1950 se inició una nueva etapa en la carrera literaria del escritor: tras sufrir un brote de tuberculosis, publicó El camino, su tercera novela, en la que narra el proceso que sufre un niño en el descubrimiento de la vida y de la experiencia ante la amenaza de dejar el campo y marchar a la ciudad, obra que constituye su consagración definitiva en la narrativa española de posguerra. Ese año nació su hija Elisa, licenciada en Filología hispánica y francesa.
Nombrado subdirector del diario El Norte de Castilla en 1952, sus enfrentamientos con la censura se volvieron cada vez más directos y frecuentes. El escritor abrió una etapa en la que publicaba prácticamente cada año una nueva obra: Mi idolatrado hijo Sisí (1953), La partida (1954), Diario de un cazador (1955) –Premio Nacional de Narrativa–, Un novelista descubre América (1956), Siestas con viento sur (1957) –Premio Fastenrath–, Diario de un emigrante (1958) y La hoja roja (1959), de contenido existencialista, donde un funcionario de limpieza aficionado a la fotografía rememora su vida al borde de la jubilación. En 1956, en pleno apogeo de este periodo, nació su hijo Juan, biólogo y aficionado a la caza y la pesca como su padre, y ya en 1958 fue nombrado director de El Norte de Castilla.

### Apogeo literario

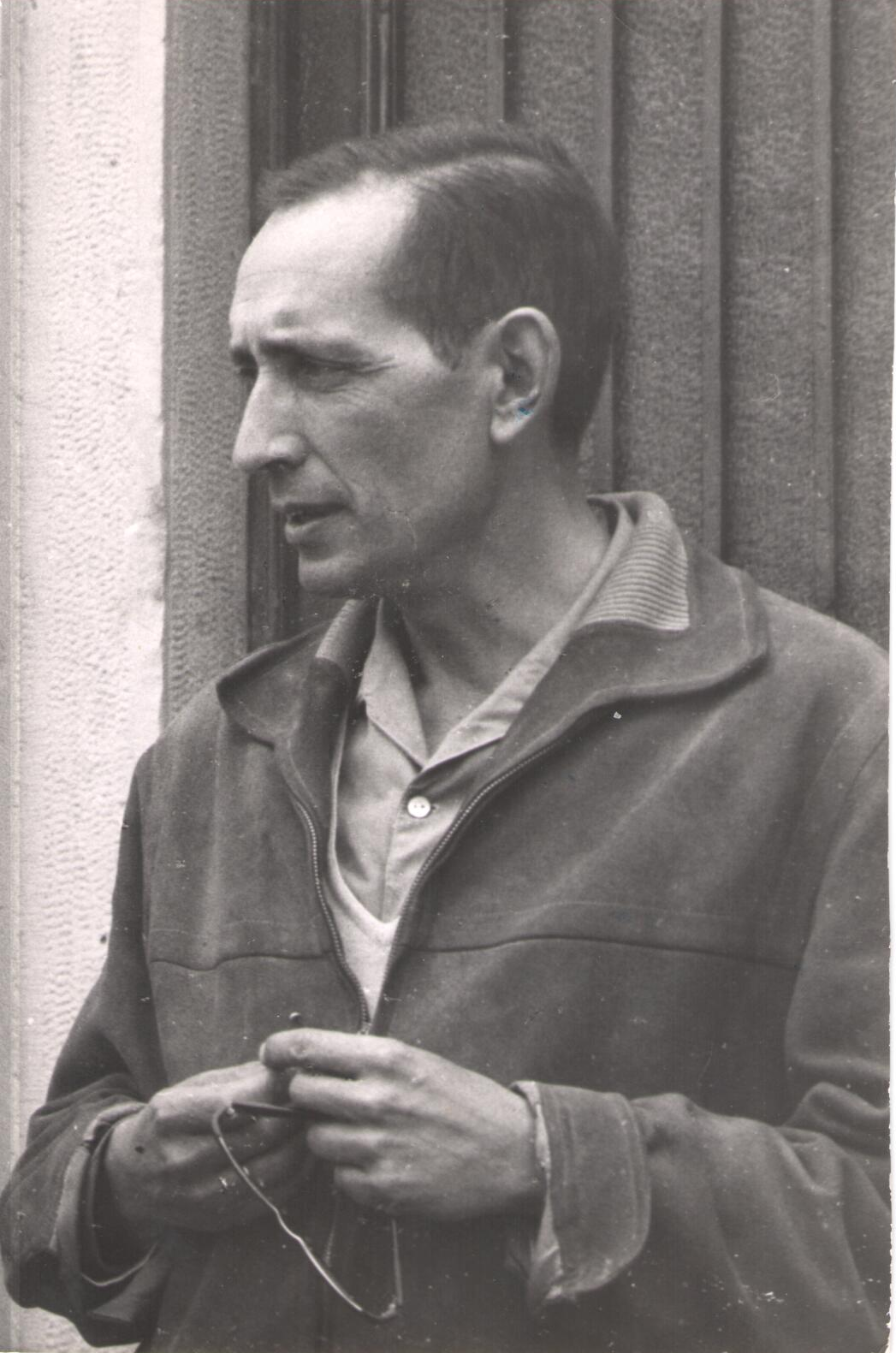
Miguel Delibes en la década de 1960 en su «refugio» burgalés de Sedano.

Los años 1960 representan el apogeo de Delibes como escritor. El periodo viene marcado por el nacimiento de su sexto hijo, Adolfo, licenciado en Biología, y por el viaje que realiza el escritor a Alemania, donde visitó varias universidades. La etapa literaria se abrió con la publicación de Viejas historias de Castilla la Vieja (1960) y Por esos mundos (1961). En 1962, Delibes publicó Las ratas, uno de sus grandes libros, historia construida a partir de una sucesión de anécdotas autobiográficas en las que se evoca el ambiente rural de un pueblo castellano desaparecido, con el que ganó el Premio de la Crítica; nació Camino, última de sus siete hijos, licenciada en Filosofía y Letras; y se rodó la versión cinematográfica de El camino, dirigida por Ana Mariscal. 
El año siguiente fue turbulento: Delibes dimitió el 8 de junio como director de El Norte de Castilla tras varias desavenencias con Manuel Fraga, ministro de Información y Turismo. En los años siguientes, pasó seis meses de 1964 en los Estados Unidos como profesor visitante del Departamento de Lenguas y Literaturas Extranjeras de la Universidad de Maryland. 
Tras su regreso, redactó y publicó Cinco horas con Mario, considerada su obra maestra, donde una mujer vela el cadáver de su marido durante toda una noche mientras realiza un monólogo lleno de recuerdos hacia su esposo; USA y yo y La milana. En los años siguientes visitó Checoslovaquia y publicó Parábola del náufrago. Continuó, ya en los años 1970, con varios libros de caza, actividad de la que es apasionado, y cuentos, para a continuación publicar Un año de mi vida, un diario personal.
El 1 de febrero de 1973, Miguel Delibes fue elegido miembro de la Real Academia Española, ocupando la silla «e», vacante por la muerte, el año anterior, del almirante Julio Guillén Tato. Ese mismo año, en diciembre, fue también elegido miembro de la Hispanic Society of America y publicó El príncipe destronado, su undécima novela.
El 22 de noviembre de 1974 falleció su esposa, Ángeles de Castro, a los 50 años de edad, algo que marcó profundamente al escritor para el resto de su vida.
Su discurso de ingreso en la Real Academia Española —que versó sobre El sentido del progreso desde mi obra y que posteriormente editaría como libro bajo el título de Un mundo que agoniza— lo pronunció el 25 de mayo de 1975. Dámaso Alonso, uno de los miembros destacados de la generación del 27 y por aquel entonces presidente de la RAE, fue quien hizo entrega a Miguel Delibes de la medalla de académico.
Ese mismo año, salió a la luz su duodécima novela: Las guerras de nuestros antepasados. En los tres años siguientes, publicó varios libros sobre caza y uno sobre pesca, el único, Mis amigas las truchas. El periodo se cierra con la publicación de El disputado voto del señor Cayo, su decimotercera novela, y en 1979, España asistió al estreno de la adaptación teatral de Cinco horas con Mario, siendo la protagonista la actriz vallisoletana Lola Herrera. Debido al gran éxito registrado, hubo de ser repuesta en varias ocasiones. Ese año, lanzó Castilla, lo castellano, los castellanos, una antología narrativa.

### Años 1980 y 1990: reconocimientos

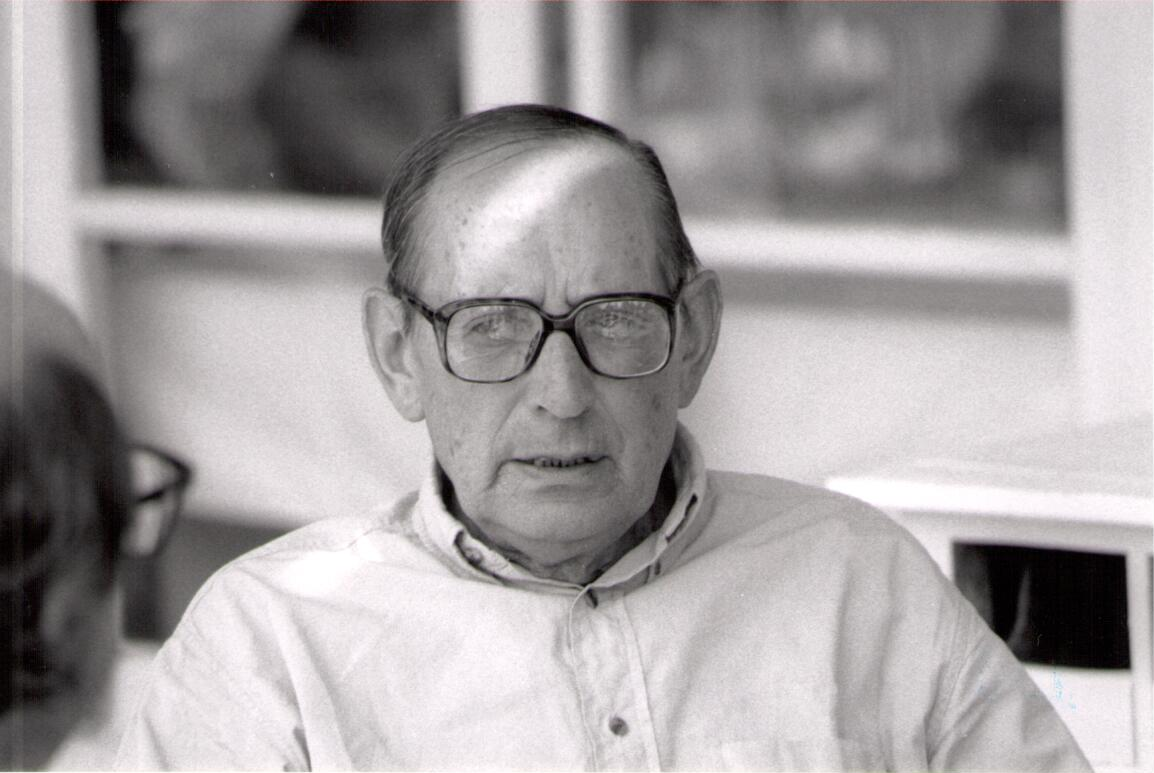
Delibes en julio de 1991 en El Escorial.

En 1980, el VII Congreso Internacional de Libreros, celebrado en Valladolid, rindió homenaje al escritor. El gran título de este periodo fue Los santos inocentes, publicado en 1981, radiografía social donde noveliza la degradación de una familia rural explotada por los caciques de la Extremadura rural. Al año siguiente recibió el Premio Príncipe de Asturias de las Letras, ex aequo con Gonzalo Torrente Ballester; participó en el Congreso «Una literatura para el hombre», celebrado en Reggio Emilia, Italia. Durante esta década, publicó libros sobre caza, cuentos, y recopilaciones de artículos de prensa. En 1983 fue investido doctor honoris causa por la Universidad de Valladolid. Al año siguiente, la Junta de Castilla y León le concede el Premio de las Letras y los libreros españoles le nombraron autor del año, recibiendo el Libro de Oro como reconocimiento. A finales de año, Los santos inocentes fue adaptado al cine, recibiendo Alfredo Landa y Francisco Rabal, actores de la película, el premio a la interpretación en el Festival de Cannes. En 1985 publicó El tesoro y fue nombrado Caballero de las Artes y de las Letras de la República Francesa. En los años siguientes fue nombrado hijo predilecto de Valladolid, publicó Castilla habla, fue investido doctor honoris causa por la Universidad Complutense de Madrid y asistió a la adaptación teatral de obras como La hoja roja y Las guerras de nuestros antepasados.
El 7 de mayo de 1990 fue investido doctor honoris causa por la Universidad del Sarre (Alemania). Un año después, el 30 de mayo de 1991, fue galardonado con el Premio Nacional de las Letras Españolas, otorgado por el Ministerio de Cultura. La Universidad de Málaga le rindió homenaje en el V Congreso de Literatura Española Contemporánea, titulado «Miguel Delibes: el escritor, la obra y el lector». Ese año publicó uno de sus últimos títulos: Señora de rojo sobre fondo gris, una clara evocación de la figura de su esposa. En el año siguiente, se desarrolló el «Encuentro con Miguel Delibes» en Madrid, organizado con motivo de la entrega del Premio Nacional de las Letras Españolas. Se celebraron un total de siete conferencias y cuatro mesas redondas estudiando la obra de Miguel Delibes.

### Parón literario y últimos años

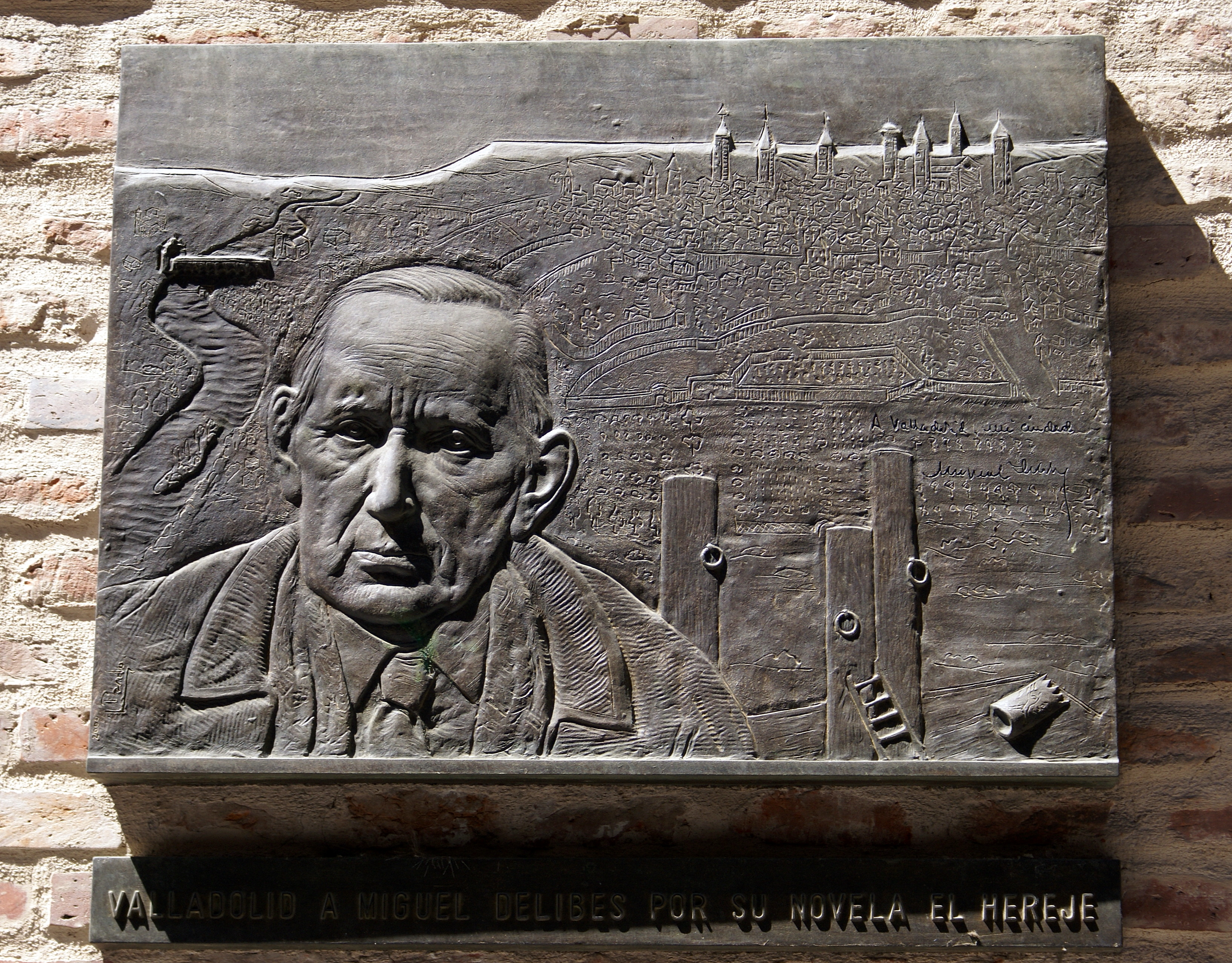
Placa a Miguel Delibes instalada por la ciudad de Valladolid como homenaje por su novela El hereje.

Su última gran obra, El hereje, homenaje a  Valladolid, se publicó en 1998 y obtuvo el Premio Nacional de Narrativa. Él mismo declaró al recibir el galardón, ya con 79 años, que había colgado los trastos de escribir. Con la entrada del milenio, se creó la Cátedra Miguel Delibes, con sede en las universidades de Nueva York y Valladolid, y cuyo objetivo es el estudio de la literatura española contemporánea, darla a conocer en los Estados Unidos y difundirla mediante las nuevas tecnologías.
Tras la publicación de El hereje su carrera literaria prácticamente se detuvo, principalmente por el cáncer de colon que padecía el escritor, precisamente desde la última fase de redacción de su última gran novela. Se encontraba impedido en gran medida, y experimentaba una apatía cada vez más grande. Recibió en 2007 el Premio Quijote de las Letras Españolas, aunque en sus últimos años su producción literaria había sido prácticamente nula, con pocos títulos, siendo el último De Valladolid. Con todo, y a pesar de los dolores que lo aquejaban, el escritor trataría aún de sacar adelante una nueva novela corta, mediada la década del 2000. La obra, que iba a llevar por título Diario de un artrítico reumatoide, fue finalmente abandonada después de medio centenar de cuartillas manuscritas. Tras ser galardonado con el premio Vocento a los Valores Humanos, Juan Carlos I y Sofía de Grecia, Reyes de España, visitaron al escritor incapacitado en su domicilio vallisoletano. Fue reconocido en su ciudad con la creación de La Ruta del Hereje, basada en su novela y con la construcción del Centro Cultural Miguel Delibes, que es tanto conservatorio y auditorio, como centro de convenciones.
La comunidad autónoma de Castilla y León, de manos de su presidente, Juan Vicente Herrera, le entregó en noviembre de 2009 la Medalla de Oro como reconocimiento por «su defensa del castellano», calificando al autor de «maestro de narradores». De igual modo, la Junta de Castilla y León y numerosas entidades culturales e intelectuales españolas e internacionales propusieron en varias ocasiones a Miguel Delibes como candidato al Premio Nobel de Literatura, la última de ellas realizada por la Sociedad General de Autores y Editores en 2010 junto a las de Ernesto Cardenal y Ernesto Sabato.

### Muerte y legado

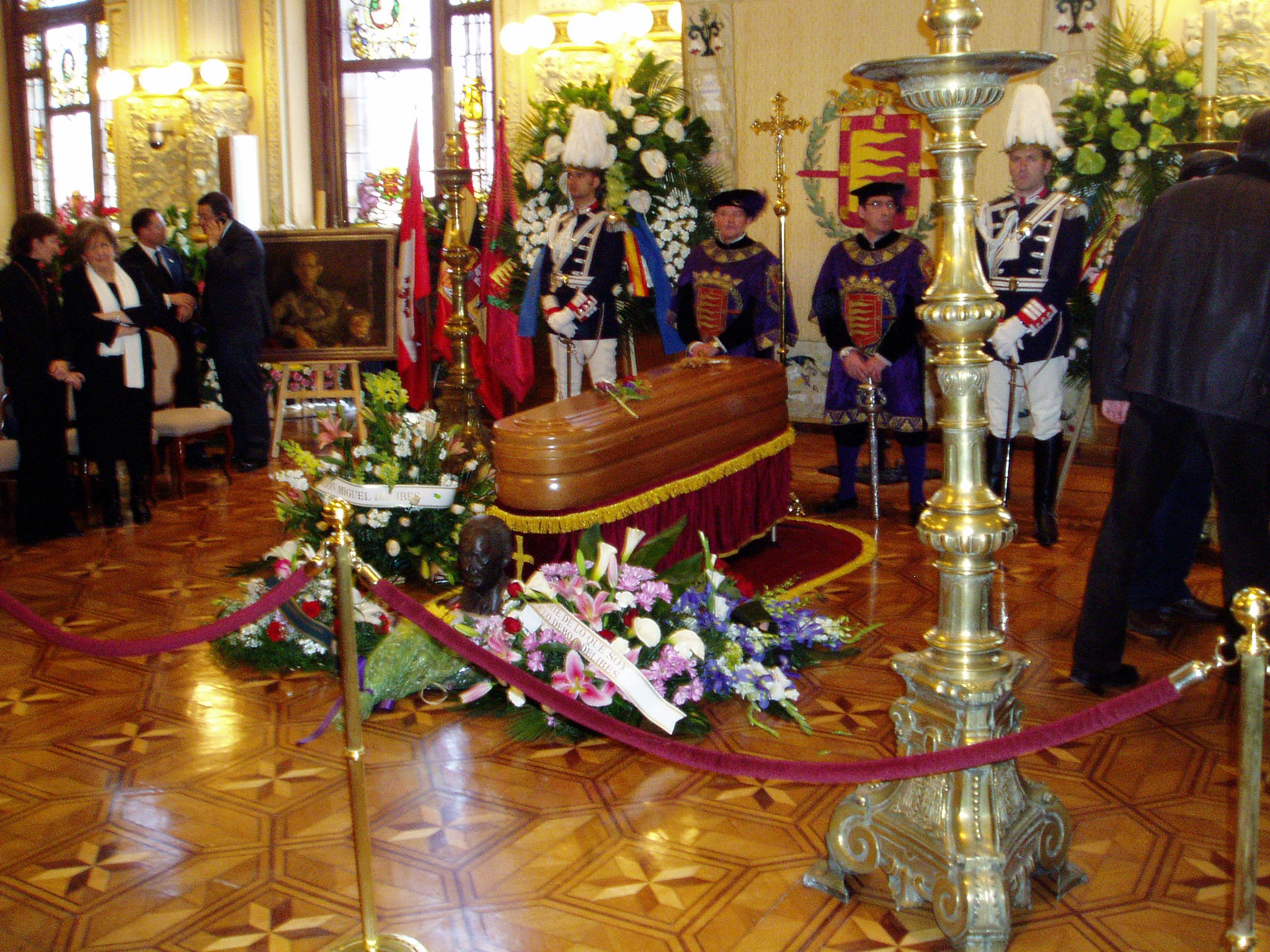
El féretro de Miguel Delibes en la capilla ardiente instalada en el salón de recepciones de la Casa Consistorial de Valladolid.

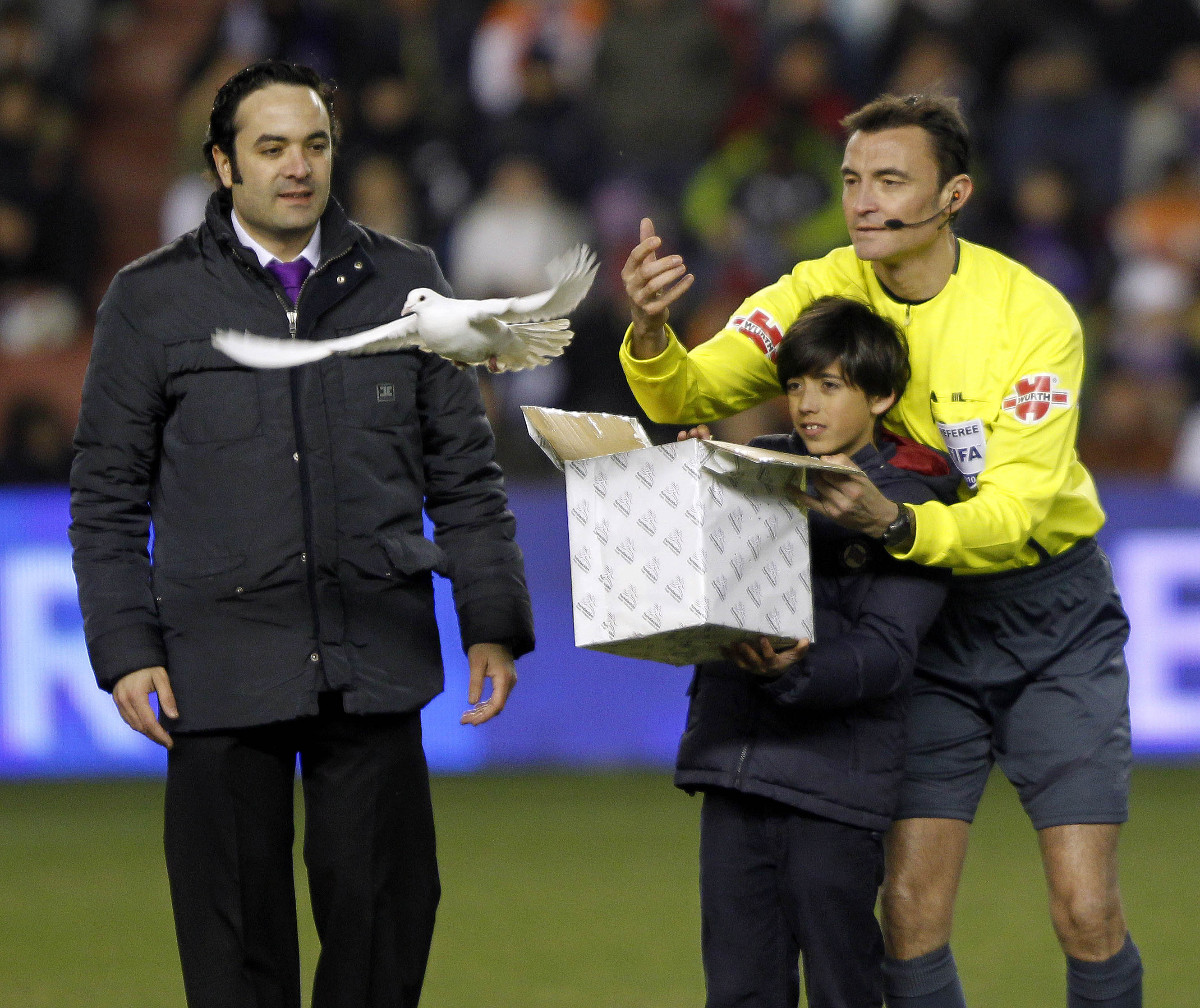
Los actos en memoria del escritor se sucedieron en Valladolid durante el fin de semana que siguió a su muerte. En la imagen, Mejuto González, árbitro del Real Valladolid-Real Madrid de Liga, acompaña al nieto del escritor durante la suelta de una paloma blanca como homenaje a Miguel Delibes.

Durante los primeros días de marzo de 2010, su salud empeoró: el 11 de ese mes el escritor se encontraba ya en estado crítico, consciente pero muy sedado, y su familia comunicó el fallecimiento en cuestión de horas. La muerte de Miguel Delibes ocurrió finalmente en su domicilio vallisoletano a primera hora de la mañana del día 12, a los 89 años de edad, como consecuencia del cáncer de colon que se le diagnosticó en 1998 y del que no pudo recuperarse. Su capilla ardiente se instaló esa misma mañana en el salón de recepciones de la Casa Consistorial. Su funeral se ofició al día siguiente, 13 de marzo, por la mañana, en la catedral de Valladolid. A él acudieron numerosas personalidades como Lola Herrera, Concha Velasco, la vicepresidenta del Gobierno María Teresa Fernández de la Vega, el presidente de la Junta de Castilla y León Juan Vicente Herrera, o la ministra de Cultura Ángeles González-Sinde, entre otros, así como más de 18 000 personas.
Posteriormente fue incinerado y enterrado en el panteón de Hombres Ilustres de Valladolid junto a personajes como José Zorrilla y Rosa Chacel. El Ayuntamiento de Valladolid otorgó el privilegio de trasladar y sepultar en dicho panteón los restos incinerados de Ángeles, esposa del escritor, junto a los del propio Delibes, para cumplir el deseo que este siempre había expresado.
El último día de ese mes, el alcalde de Valladolid, Javier León, anunció la creación de la Biblioteca Miguel Delibes en las instalaciones de lo que era el Depósito de Locomotoras de Valladolid. En la ciudad ya hay una calle que lleva su nombre, y el principal centro cultural de Valladolid ha sido bautizado en honor al escritor.
El 16 de noviembre de 2010 se estrenó en el Teatro Zorrilla una obra que, bajo el título "Maestro: Oda a Miguel Delibes", constituyó una biografía musical del escritor. Compuesta para Orquesta Sinfónica, Coro y Narrador por Carlos Aganzo y Ernesto Monsalve, fue estrenada por la actriz Lola Herrera y la Orquesta y Coro Filarmonía de Madrid bajo la dirección escénica de José Luis Alonso de Santos. Al acto asistieron todas las autoridades de Valladolid y la familia del escritor.
El 12 de marzo de 2011 se constituyó la Fundación Miguel Delibes bajo la presidencia de su hija Elisa; su director gerente es Javier Ortega Álvarez. Del legado que custodia la fundación, forma parte la biblioteca personal de Delibes, unos 10 000 volúmenes repartidos entre Valladolid, Sedano y Tordesillas. La Fundación Miguel Delibes tiene su sede temporal en varias estancias de la Casa Revilla de Valladolid.
El 23 de marzo de 2015 Alcobendas le rindió tributo con la apertura de una dotación municipal polivalente, denominada Espacio Miguel Delibes, en la que se ubican la Universidad Popular, la Escuela Internacional de Fotografía PhotoEspaña PIC. A, una mediateca, un servicio de atención ciudadana, y la Concejalía de distrito Norte de esta ciudad. Además, hay un rincón dedicado al autor en el que, junto a sus obras, se muestran fotografías y la urna que se depositó en el acto de puesta de la primera piedra del Espacio Miguel Delibes.

## Obras

Miguel Delibes en su domicilio en 1975.

En la obra de Miguel Delibes hay un compromiso ético con los valores humanos, con la autenticidad y con la justicia social. Fue un escritor fiel a sus ideas y a su tierra castellana. La preocupación por las consecuencias negativas del progreso para la naturaleza y el hombre, por Castilla y la situación del campo castellano y por la dignidad y la libertad humanas son el eje principal de sus obras. La naturaleza, el campo y el ambiente rural aparecen en primer plano en El camino, Las ratas, Viejas historias de Castilla la Vieja, La caza de la perdiz roja, El libro de la caza menor, Diario de un cazador o El disputado voto del señor Cayo.
A Miguel Delibes se le ha censurado que estuviera contra el progreso, pero él mismo discrepaba de quienes le veían como un autor que alaba «la aldea» y desprecia «la corte»: a lo que él se oponía es a la deshumanización y falsedad que genera la vida en la gran ciudad. Según decía él mismo: «Cuando escribí mi novela El camino, donde un muchachito, Daniel el Mochuelo, se resiste a abandonar la vida comunitaria de la pequeña villa para integrarse en el rebaño de la gran ciudad, algunos me tacharon de reaccionario. No querían admitir que a lo que renunciaba Daniel el Mochuelo era a convertirse en cómplice de un progreso de dorada apariencia pero absolutamente irracional».
La postura de Delibes no era en contra del progreso en general, sino contra el modelo elegido, es decir, contra el progreso devastador que sacrifica todo lo humano en aras del consumo: «Es la civilización del consumo en estado puro, de la incesante renovación de los objetos —en buena parte, innecesarios— y, en consecuencia, del desperdicio». Para él, el nuevo orden socioeconómico está generando un modo de alienación poderosísimo. En los grandes centros urbanos se levantan gigantescas torres-colmenas en las que viven apiñados estos nuevos hombres, que han perdido todo rasgo individualizador. «El hombre, de esta manera, se despersonaliza y las comunidades degeneran en unas masas amorfas, sumisas, fácilmente controlables desde el poder concentrado en unas pocas manos». Pero no idealiza la vida de los pueblos y aldeas castellanas para esgrimirla como arma en contra del progreso, sino que censura sus carencias, urgiendo a quien corresponda para que dote de servicios y equipamientos al campo. «Hoy nadie quiere parar en los pueblos porque los pueblos son el símbolo de la estrechez, el abandono y la miseria».
En sus obras reivindica que nuestras raíces están en la cultura rural y que, hoy por hoy, los reductos de integridad y autenticidad están en el campo. «Pero el hombre, nos guste o no, tiene sus raíces en la Naturaleza y al desarraigarlo con el señuelo de la técnica, lo hemos despojado de su esencia». Sostiene que, en la antigua estructura rural, el hombre estaba dedicado a tareas mucho más humanas, lejos de la masificación ciudadana, manteniendo sus rasgos individualizadores y ostentando una personalidad irrepetible. «...mis personajes se resisten, rechazan la masificación. Al presentárseles la dualidad Técnica-Naturaleza como dilema, optan resueltamente por ésta que es, quizá, la última oportunidad de optar por el humanismo. Se trata de seres primarios, elementales, pero que no abdican de su humanidad; se niegan a cortar las raíces. A la sociedad gregaria que les incita, ellos oponen un terco individualismo». En el señor Cayo, su personaje, un anciano a punto de cumplir ochenta y tres años, quedan representados los valores culturales de esa tradición milenaria que se encuentra en trance de desaparecer. El disputado voto del señor Cayo es una elegía dolorida ante la desaparición de la cultura rural en España, creada a través de los siglos, y que, en poco tiempo, ha sido barrida y sustituida por la industrial: «Hemos matado la cultura campesina pero no la hemos sustituido por nada, al menos, por nada noble».

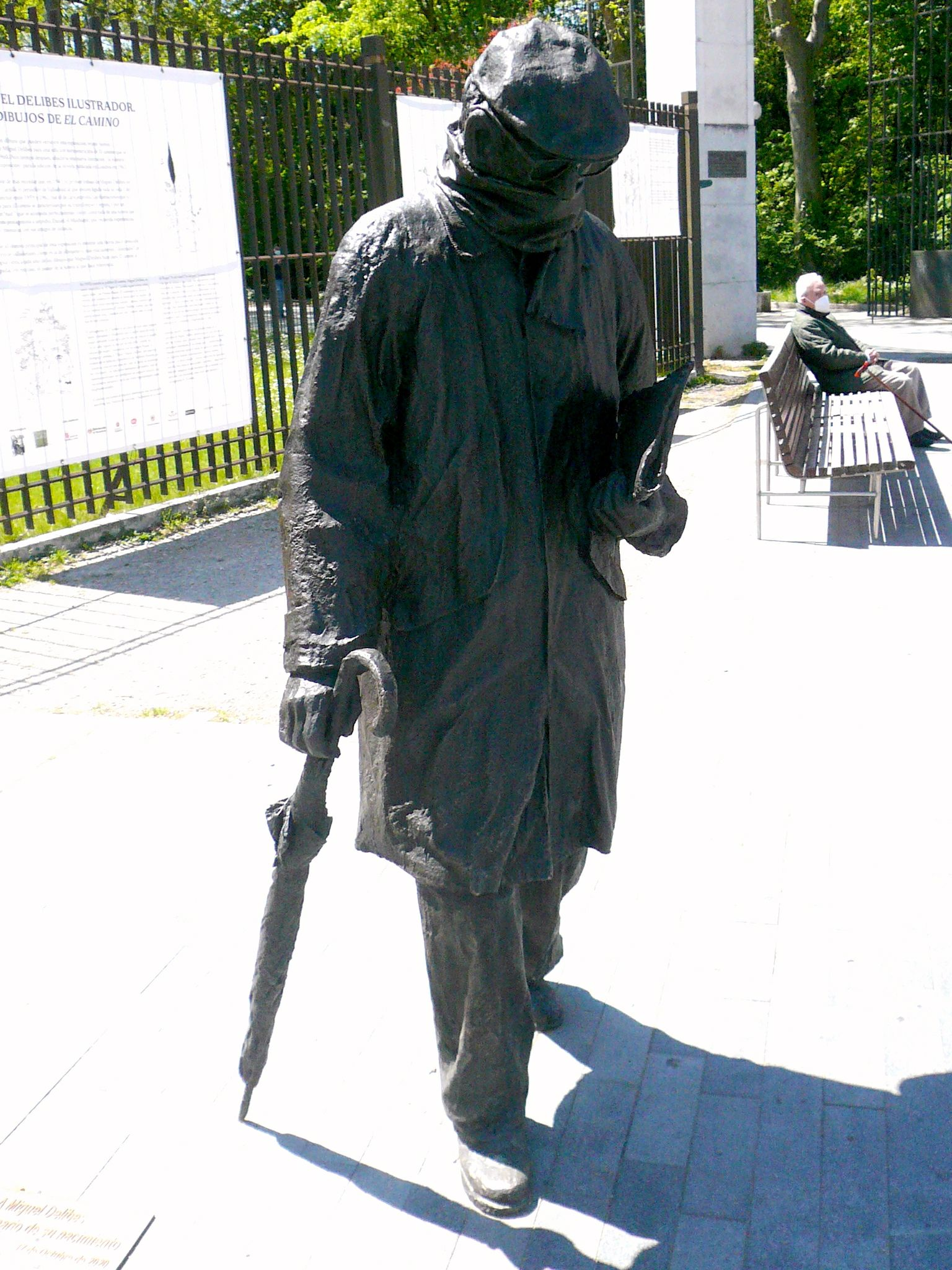
Estatua homemaje a Delibes en la Plaza de Zorrilla de Valladolid

### Novelas
- —— (1948). La sombra del ciprés es alargada (Premio Nadal)
- —— (1949). Aún es de día
- —— (1950). El camino
- —— (1953). Mi idolatrado hijo Sisí
- —— (1955) .Diario de un cazador (Premio Nacional de Literatura)
- —— (1958). Diario de un emigrante
- —— (1959). La hoja roja (Premio de la Fundación Juan March)
- —— (1963). Las ratas (Premio de la Crítica)
- —— (1966). Cinco horas con Mario
- —— (1969). Parábola del náufrago
- —— (1973). El príncipe destronado
- —— (1975). Las guerras de nuestros antepasados
- —— (1978). El disputado voto del señor Cayo
- —— (1981). Los santos inocentes
- —— (1983). Cartas de amor de un sexagenario voluptuoso
- —— (1985). El tesoro
- —— (1987). Madera de héroe (Premio Ciudad de Barcelona)
- —— (1991). Señora de rojo sobre fondo gris
- —— (1995). Diario de un jubilado
- —— (1998). El hereje (Premio Nacional de Literatura)

### Relatos
- El loco (1953)
- La partida (1954). Incluye «La partida», «El refugio», «Una peseta para el tranvía», «El manguero», «El campeonato», «El traslado», «El primer pitillo», «La contradicción», «En una noche así» y «La conferencia».
- Siestas con viento sur (1957, Premio Fastenrath). Incluye «La mortaja», «El loco», «Los nogales» y «Los raíles».
- Castilla, grabados de Jaume Pla (1960)
- Viejas historias de Castilla la Vieja, fotografías de Ramón Masats (1964)
- La mortaja (1970). Incluye «La mortaja», «El amor propio de Juanito Osuna», «El patio de vecindad», «El sol», «La fe», «El conejo», «La perra», «Navidad sin ambiente» y «Las visiones».
- Tres pájaros de cuenta (1982). Incluye «La grajilla», «El cuco» y «El cárabo».
- Tres pájaros de cuenta y tres cuentos olvidados (2003). Incluye «El otro hombre», «La vocación», «Bodas de plata» y los relatos de Tres pájaros de cuenta.
- Viejas historias y cuentos completos (2006). Compilación de 46 relatos.
- La bruja Leopoldina y otras historias reales (2018). Incluye el cuento inédito que da título al libro, Tres pájaros de cuenta y Mi vida al aire libre.

### Libros de viajes
- Un novelista descubre América (1956)
- Por esos mundos: Sudamérica con escala en las Canarias (1961)
- Europa: parada y fonda (1963)
- USA y yo (1966)
- La primavera de Praga (1968)
- Dos viajes en automóvil: Suecia y Países Bajos (1982)

### Libros de caza
- La caza de la perdiz roja (1963)
- El libro de la caza menor (1966)
- Con la escopeta al hombro (1970)
- La caza de España (1972)
- Mis amigas las truchas (1977)
- Aventuras, venturas y desventuras de un cazador a rabo (1979)
- Las perdices del domingo (1981)
- Dos días de caza (1988)
- El último coto (1992)

### Ensayos y artículos
- Castilla en mi obra (1972). Antología.
- Un año de mi vida (1972)
- Vivir al día (1975)
- SOS: el sentido del progreso desde mi obra (1976). Discurso de ingreso en la RAE, reeditado como Un mundo que agoniza (1979).
- Castilla, lo castellano y los castellanos (1979). Antología.
- El otro fútbol (1982)
- La censura de prensa en los años 40 y otros ensayos (1984). Textos reeditados y distribuidos entre Pegar la hebra y He dicho.
- Castilla habla (1986)
- Mi querida bicicleta (1988). Antología infantil de Mi vida al aire libre.
- Mi vida al aire libre (1989)
- Pegar la hebra (1990)
- La vida sobre ruedas (1992). Antología infantil de Mi vida al aire libre.
- Un deporte de caballeros (1993). Antología infantil de Mi vida al aire libre.
- La naturaleza amenazada (1996). Incluye SOS: el sentido del progreso desde mi obra, «Prólogo a un libro sobre la caza de patos que no llegó a escribirse» y «La catástrofe de Doñana».
- He dicho (1996)
- con Josep Vergés: Correspondencia 1948-1986 (2002)
- España 1939-1950: Muerte y resurrección de la novela (2004)
- con Miguel Delibes de Castro: La tierra herida (2005)
- con Francisco Umbral: Correspondencia 1960-2007 (2021)

### Obras completas
El día del 87 cumpleaños de Miguel Delibes, las editoriales Destino y Círculo de Lectores comenzaron la publicación en siete tomos de las obras completas del escritor, y la completaron en el 90 aniversario del escritor. Quedaron reunidas en el siguiente orden:
- 1. El novelista, I, (1948-1954)  (2007), se incluyen las novelas: La sombra del ciprés es alargada, El camino, Mi idolatrado hijo Sisí, La partida y Aún es de día.
- 2. El novelista, II, (1953-1962) (2008), se incluyen los llamados "Diarios de Lorenzo": Diario de un cazador, Diario de un emigrante y Diario de un jubilado; las novelas: La hoja roja, Las ratas y cinco novelas cortas: El loco, Los raíles, La mortaja, Los nogales y La barbería.
- 3. El novelista, III, (1964-1978) (2008), se incluyen las novelas: Cinco horas con Mario, Parábola del náufrago, El príncipe destronado, Las guerras de nuestros antepasados y El disputado voto del señor Cayo y los libros de relatos cortos: Viejas historias de Castilla la Vieja y Tres pájaros de cuenta.
- 4. El novelista, IV, (1981-1998) (2009), se incluyen las novelas: Los santos inocentes, Cartas de amor de un sexagenario voluptuoso, El tesoro, Madera de héroe, Señora de rojo sobre fondo gris y El hereje.
- 5. El cazador (2009)
- 6. El periodista. El ensayista (2010)
- 7. Recuerdos y viajes (2007)

## Adaptaciones
La obra de Delibes ha sido repetidamente adaptada a medios audiovisuales.

### En televisión
- El camino, basada en la novela homónima; cinco episodios dirigidos por Josefina Molina y emitidos en Televisión Española en abril de 1978.

### Al cine
- El camino (1963), dirigida por Ana Mariscal y basada en la novela homónima. Reparto: Julia Caba Alba, Joaquín Roa, Mary Delgado, Maruchi Fresno.
- Retrato de familia (1976), adaptación de Mi idolatrado hijo Sisí dirigida por Antonio Giménez-Rico. Reparto: Antonio Ferrandis, Amparo Soler Leal, Mónica Randall, Miguel Bosé.
- La guerra de papá (1977), adaptación de la novela El príncipe destronado, dirigida por Antonio Mercero. Reparto: Lolo García, Teresa Gimpera, Héctor Alterio, Rosario García Ortega, Verónica Forqué, Queta Claver, Vicente Parra.
- Los santos inocentes (1984), dirigida por Mario Camus y basada en la novela homónima. Reparto: Alfredo Landa, Francisco Rabal, Terele Pávez, Agustín González, Juan Diego. Rabal y Landa fueron premio a la mejor interpretación masculina en Cannes por esta película.
- El disputado voto del señor Cayo (1986), dirigida por Antonio Giménez-Rico, adaptación de la obra del mismo nombre. Reparto: Juan Luis Galiardo, Francisco Rabal, Lydia Bosch, Iñaki Miramón, Eusebio Lázaro, Mari Paz Molinero.
- El tesoro (1990), dirigida por Antonio Mercero, adaptación de la novela homónima. Reparto: José Coronado, Ana Álvarez, Álvaro de Luna, Pepe Soriano, Javier Escrivá.
- La sombra del ciprés es alargada (1990), dirigida por Luis Alcoriza, basada en la novela homónima. Reparto: Emilio Gutiérrez Caba, Fiorella Faltoyano, Juanjo Guerenabarrena, Dany Primus, María Rojo, Julián Pastor, María Luisa San José.
- Las ratas (1997), dirigida por Antonio Giménez-Rico, adaptación de la obra del mismo nombre. Reparto: Álvaro Monje, José Caride, Juan Jesús Valverde, Francisco Algora, Esperanza Alonso, José Conde.
- Una pareja perfecta (1998), adaptación de Diario de un jubilado, dirigida por Francesc Betriu. Reparto: Antonio Resines, José Sazatornil, Kiti Manver, Mabel Lozano, Chus Lampreave, Luis Ciges, Ramón Barea, Pedro Mari Sánchez.

### Al teatro[51]
- Cinco horas con Mario (1982), adaptada por Josefina Molina, José Sámano, Santiago Paredes, Lola Herrera y el propio Delibes.
- La hoja roja (1987), adaptada por el propio Delibes y dirigida por Manuel Collado.
- Las guerras de nuestros antepasados (1990), adaptada por Delibes y Ramón García y dirigida por Antonio Giménez Rico
- Señora de rojo sobre fondo gris (2008), adaptada por José Sámano, José Sacristán e Inés Camiña, y dirigida por José Śámano.
- La primavera de Praga (2018), adaptada y dirigida por Carlos Be.

## Premios y reconocimientos

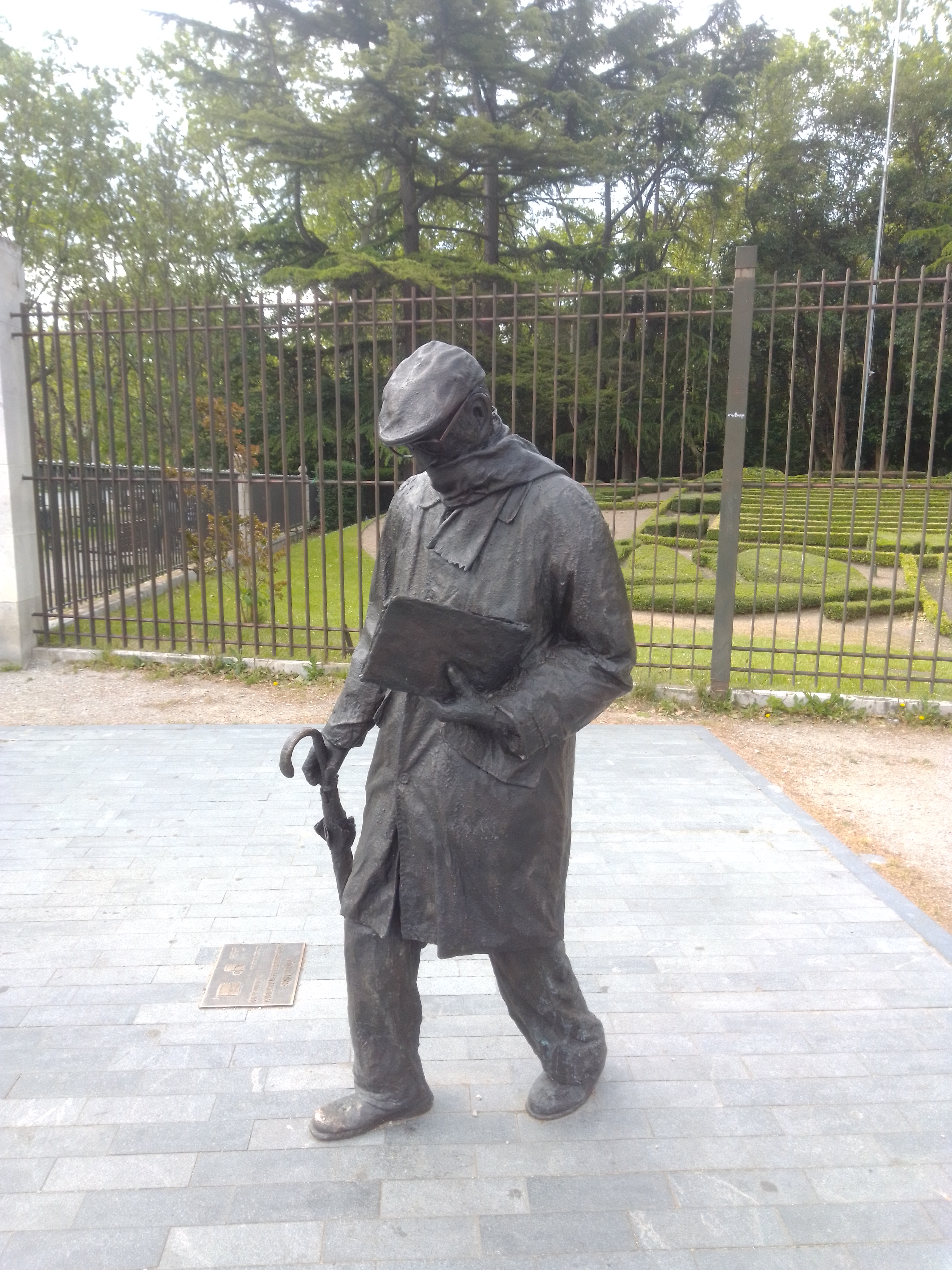
Estatua de Miguel Delibes en la entrada del Campo Grande de Valladolid.

- Premio Nadal 1948 por La sombra del ciprés es alargada
- Premio Nacional de Narrativa 1955 por Diario de un cazador
- Premio Fastenrath 1957 por Siestas con viento sur (Real Academia Española).
- Premio Príncipe de Asturias de las Letras 1982
- Doctor honoris causa por la Universidad de Valladolid  (1983)
- Premio de las Letras de Castilla y León 1984
- Caballero de la Orden de las Artes y las Letras (Francia, 1985)
- Hijo Predilecto de Valladolid (1986)
- Doctor honoris causa por la Universidad Complutense de Madrid (junio de 1987)[52]
- Premio Ciudad de Barcelona por Madera de héroe
- Doctor honoris causa por la Universidad del Sarre (1990)
- Premio Nacional de las Letras Españolas 1991
- Premio Miguel de Cervantes 1993
- Medalla de Oro de la provincia de Valladolid (1993)
- Doctor honoris causa por la Universidad de Alcalá de Henares (1996)
- Premio Luka Brajnovic de la Comunicación 1997 (Universidad de Navarra)
- Ingeniero de Montes de Honor por la Escuela Técnica Superior de Ingenieros de Montes (1998)
- Premio Nacional de Narrativa 1999 por El hereje
- Medalla de Oro al Mérito en el Trabajo (1999)
- Premio Vocento 2006[34] a los valores humanos
- Doctor honoris causa por la Universidad de Salamanca (2008)
- Hijo Adoptivo de Molledo, Cantabria (2009)[53]
- Medalla de Oro de Castilla y León (2009)
- Medalla de Oro al Mérito Turístico del Gobierno de Cantabria (2009)[54]